# Афтародокетство
Афтародокетство или афтардокетство (грч. σφθαρτος — непропадив, нетрулежан; δοκησις сличност) је теолошко учење из VI века, које је Православна црква одбацила као јерес. Учење је утемељио Јулијан из Халикарнаса. По њему, Христово тело рођено од Дјеве Марије било је тело Новога Адама, без греха, нетрулежно (αφθαρτος). Христово човештво јесте не само безгрешно, него оно не носи ни последице Адамовог греха, односно људске слабости и природне афекте.
Севир Антиохијски оптужује Јулијана и његове екстремне ученике за докетизам, тј. за премису да Логос није примио стварно човештво, у његовом палом стању, са свим последицама греха, укључујући и трулежност. У чему се, наиме, састоји трулежност људске природе? Да ли је она природна или је последица греха? Јулијан оспорава да је човек по природи трулежан, дакле, и Христова човечанска природа је нетрулежна.
Оваквом учењу Свети Јован Дамаскин супротставио је став да се у Христу не може порећи људска стварност страдања. Он је био без греха, али је вољно прихватио пало човеково стање, да би га коначно ослободио. У следећим дискусијама утврђено је да је грех болест, пропадање (φθορα) које је имало последице на цело човечанство; преноси се не само Адамов грех и кривица, који су лични, већ се преносе и њихове последице. Последица одвајања човека од Бога, после Адамовог греха, јесте природна смрт, која се преноси са потомства на потомство. Свако има трулежну природу наслеђивањем Адамовог греха, али свако је такође одговоран за своју слободу. После греха — односно одвајања од Бога и подвргавања под последице таквог стања — човек има начин егзистенције афектиран смрћу, начин који је у супротности са његовом природом и позивом (Логосом). У том смислу, жртва није оправдање или размена, него избављење наше природе из стања пропадљивости и смртности.